# Tonny Roth

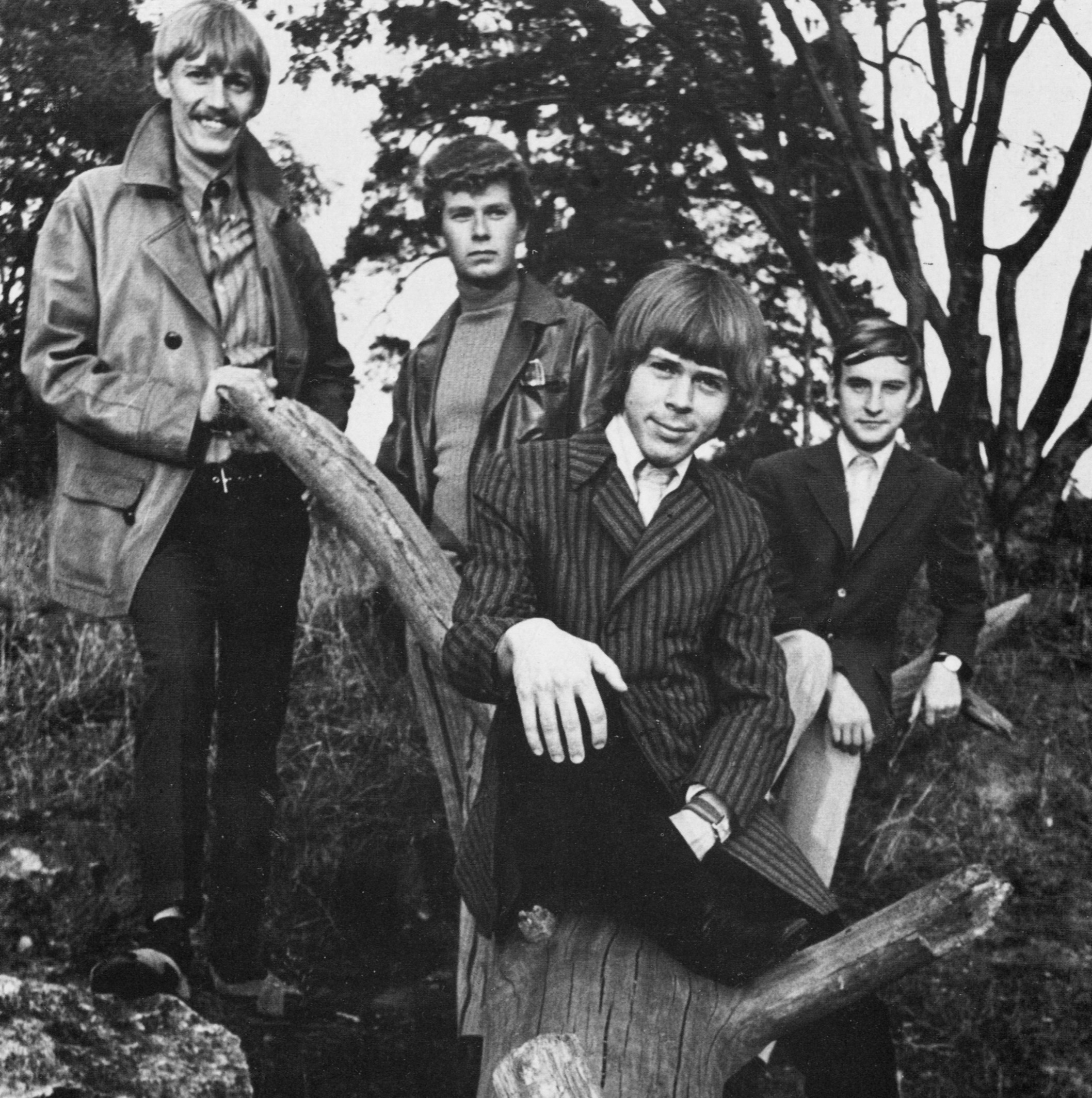
Hootenanny Singers 1967.
Från vänster: Hansi Schwarz, Johan Karlberg, Björn Ulvaeus och Tonny Roth.

Sven Villy Tonny Roth, född 30 november 1943 i Västervik, är en svensk musiker, känd som medlem i sånggruppen Hootenanny Singers där han spelade kontrabas och elbas samt sjöng.
I grundskolan var Roth skolkamrat med Björn Ulvaeus. Under senare delen av sitt yrkesverksamma liv arbetade han som läkare i Linköping. Han är numera pensionär, men arbetar fortfarande som läkare på vårdcentral från och till.
Vid Hootenanny Singers tillfälliga återförening på Visfestivalen i Västervik i juli 2025 sjöng han enbart.

## Filmografi
- 1964 – Älskling på vift